# Allsvenskan i handboll för herrar 1938/1939
Allsvenskan i handboll 1938/1939 vanns av Redbergslids IK.

## Slutställning
| Nr | Lag                    | S  | V  | O | F  | GM  | IM  | MS  | P  |
| -- | ---------------------- | -- | -- | - | -- | --- | --- | --- | -- |
| 1  | Redbergslids IK        | 14 | 11 | 2 | 1  | 196 | 116 | +80 | 24 |
| 2  | Majornas IK            | 14 | 12 | 0 | 2  | 235 | 140 | +95 | 24 |
| 3  | Flottans IF Stockholm  | 14 | 7  | 0 | 7  | 123 | 144 | −21 | 14 |
| 4  | Flottans IF Karlskrona | 14 | 6  | 1 | 7  | 145 | 150 | −5  | 13 |
| 5  | Upsala Studenters IF   | 14 | 6  | 0 | 8  | 131 | 150 | −19 | 12 |
| 6  | IFK Lund (U)           | 14 | 6  | 0 | 8  | 136 | 162 | −26 | 12 |
| 7  | SoIK Hellas            | 14 | 3  | 1 | 10 | 113 | 146 | −33 | 7  |
| 8  | GF Frithiof (U)        | 14 | 3  | 0 | 11 | 127 | 198 | −71 | 6  |

## Skytteligan
|   | Spelare             | Lag             | Antal mål |
| - | ------------------- | --------------- | --------- |
| 1 | Stig Hjortsberg     | Majornas IK     | 52        |
| 2 | Gustaf-Adolf Thorén | Majornas IK     | 48        |
| 2 | Yngve Lamberg       | Redbergslids IK | 48        |
| 4 | Åke Gustafsson      | Majornas IK     | 40        |
| 4 | Bertil Pihl         | Majornas IK     | 40        |

- Källa: [1]